# Споразум о свемиру
Споразум о свемиру, званично познат по имену Споразум о принципима управљања активностима држава у истраживању и коришћењу свемира, укључујући Месец и друга небеска тела, је споразум који формира основу међународног свемирског закона. Споразум је отворен за потписивање у Сједињеним Америчким Државама, као и у Совјетском Савезу 27. јануара 1967. године, а ступио је на снагу 10. октобра 1967. године. До маја 2025. године, 117 држава је ратификовало овај споразум, док је још 27 држава потписало споразум, али нису завршиле његову ратификацију.

## Кључне ставке
Споразум о свемиру представља основни легални оквир за међународни свемирски закон. Својим принципима, он он спречава државе потписнице овог споразума да постављају оружја за масовну деструкцију у орбиту Земље, као и њихово инсталирање на Месецу или било којем другом небеском телу, или да их на било који други начин стационирају у свемиру. Он ексклузивно ограничава употребу Месеца и других небеских тела на мировне сврхе и снажно забрањује њихово коришћење ради тестирања оружја било које врсте, спроводећи војне маневре, или успостављањем војних база, инсталација и фортификација. Међутим, овај споразум не забрањује постављање конвенционалног оружја у орбиту. 
Споразум такође подразумева да ће експлорација свемира бити спровођена само у корист свих земаља и да ће бити отворена за вршење истраживања од стране свих држава.
Споразум јасно забрањује да било која влада својата било који небески извор као што је Месец или планета, тврдећи да су Месец и сва небеска тела заједнично наслеђе човечанства. Члан 2 овог Споразума каже да "свемир, у који спадају Месец и небеска тела, није предмет националне апропријације тврдње суверенитета, ни коришћењем ни окупацијом, нити на било који други начин ". Међутим, држава која лансира свемирски објекар задржава јурисдикцију и контролу над тим објектом. Држава је такође одговорна за штету учињену њеним свемирским објектом.

## Одговорност за активности у свемиру
Члан 6 Споразума о свемиру се бави међународном одговорношћу, тврдећи да "активности невладиних ентитета у свемиру, међу којима су Месец и небеска тела, морају захтевати ауторизацију и стално надгледање од стране одговарајуће државе потписнице Споразума", те да државе потписнице имају међународну одговорност за националне свемирске активности, било да су спровођене од стране владиних или невладиних ентитета.
Као резултат дискусија које су изишле из Вест Форд пројекта 1963. године, клаузула о консултацији је придодата Члану 9 Споразума о свемиру: "Држава потписница Споразума која има разлога да верује у постојање планирања будуће активности или експеримента друге државе потписнице у свемиру, укључујући Месец и друга небеска тела, која би изазвала потенцијално штетно мешање у активности мирне експлорације и коришћења свемира, укључујући Месец и друга небеска тела, може захтевати консултацију по питању те активности или експеримента."

### Наставци
- Споразум о Месецу из 1979. године је требало да буде наставак Споразума о свемиру, али није успео да буде ратификован од стране и једне веће свемирски активне државе, као што су оне државе способне да спроведу орбиталне свемирске летове.[8]